# Bear Stearns
The Bear Stearns Companies, Inc. byla globální investiční banka a burzovní makléřská společnost se sídlem v New Yorku. Společnost zkrachovala v roce 2008 během světové finanční krize a byla následně prodána bance JPMorgan Chase. K hlavním aktivitám společnosti před jejím koncem patřilo obchodování na kapitálových trzích, investiční bankovnictví, správa aktiv majetných osob (wealth management) a clearingové služby. Společnost však byla také značně zapletena do krize způsobené obchodováním s podřadnými hypotékami.
V letech před krachem byla Bear Stearns velmi aktivní v sekuritizaci finančních aktiv a vydala značné množství tzv. asset-backed securities, neboli cenných papírů, podložených různými druhy aktiv. V tomto konkrétním případě šlo o směs aktiv dobrých i špatných, kde podstatnou část těch špatných tvořily právě podřadné hypotéky. Jak ztráty investorů při obchodování na těchto trzích v letech 2006 a 2007 narůstaly, společnost svou finanční závislost na výsledku obchodování s těmito nekvalitními aktivy, založenými na podřadných hypotékách, dále zvýšila. V březnu 2008 americká centrální banka prostřednictvím Federal Reserve Bank of New York poskytla společnosti urgentní záchrannou půjčku ve snaze odvrátit hrozící náhlý kolaps společnosti. Ta však již nemohla být zachráněna a byla prodána bance JPMorgan Chase po $10 za akcii, tedy za cenu hluboko pod nejvyšší předkrizovou cenou za poslední rok, tedy $133.20 za akcii, ale přece jen za více, než původně vzájemně dohodnuté $2 za akcii.
Kolaps společnosti Bear Stearns byl předzvěstí krachu odvětví investičního bankovnictví, který vyvrcholil v září 2008, a následné globální finanční krize let 2008-2009. V lednu 2010 banka JPMorgan Chase přestala jméno Bear Stearns používat.